# Calciatore sudamericano dell'anno 1980
Il premio di calciatore sudamericano dell'anno per il 1980 fu assegnato a Diego Maradona, calciatore argentino dell'Argentinos Juniors.

## Classifica
| Pos. | Calciatore            | Naz.        | Club                 | Punti |
| ---- | --------------------- | ----------- | -------------------- | ----- |
| 1.   | Diego Maradona        | Argentina   | Argentinos Juniors   | 89    |
| 2.   | Zico                  | Brasile     | Flamengo             | 37    |
| 3.   | Waldemar Victorino    | Uruguay     | Nacional             | 22    |
| 4.   | Ubaldo Fillol         | Argentina   | River Plate          | 18    |
| 4.   | Rubén Paz             | Uruguay     | Peñarol              | 18    |
| 6.   | Daniel Passarella     | Argentina   | River Plate          | 16    |
| 7.   | Toninho Cerezo        | Brasile     | Atlético Mineiro     | 15    |
| 8.   | Sócrates              | Brasile     | Corinthians          | 12    |
| 9.   | Rodolfo Rodríguez     | Uruguay     | Nacional             | 7     |
| 9.   | Romerito              | Paraguay    | N.Y. Cosmos          | 7     |
| 11.  | Ramón Díaz            | Argentina   | Napoli               | 4     |
| 12.  | Antonio Alzamendi     | Uruguay     | Independiente        | 3     |
| 13.  | Julio César Uribe     | Perù        | Sporting Cristal     | 2     |
| 13.  | José Reinaldo de Lima | Brasile     | Atlético Mineiro     | 2     |
| 13.  | Julio Morales         | Uruguay     | Nacional             | 2     |
| 16.  | Conejo Oscar Sánchez  | Guatemala   | Comunicaciones       | 1     |
| 16.  | Paulo Roberto Falcão  | Brasile     | Roma                 | 1     |
| 16.  | Norberto Huezo        | El Salvador | Atlético Marte       | 1     |
| 16.  | Hugo Sánchez          | Messico     | Pumas UNAM           | 1     |
| 16.  | Mágico González       | El Salvador | FAS                  | 1     |
| 16.  | Elías Figueroa        | Cile        | Palestino            | 1     |
| 16.  | Carlos Caszely        | Cile        | Colo-Colo            | 1     |
| 16.  | Patricio Yáñez        | Cile        | San Luis de Quillota | 1     |
| 16.  | Julio Gómez Rendón    | Guatemala   | CSD Municipal        | 1     |